# Acontia dorneri
Acontia dorneri là một loài bướm đêm trong họ Noctuidae.